# Рихлик (Великопольське воєводство)
Рихлик (пол. Rychlik, нім. Carolina) — село в Польщі, у гміні Тшцянка Чарнковсько-Тшцянецького повіту Великопольського воєводства.
Населення — 367 осіб (2011).
У 1975-1998 роках село належало до Пільського воєводства.

## Демографія
Демографічна структура станом на 31 березня 2011 року:
|          | Загалом | Допрацездатний вік | Працездатний вік | Постпрацездатний вік |
| -------- | ------- | ------------------ | ---------------- | -------------------- |
| Чоловіки | 178     | 35                 | 130              | 13                   |
| Жінки    | 189     | 39                 | 115              | 35                   |
| Разом    | 367     | 74                 | 245              | 48                   |